# Psychotria hainanensis
Psychotria hainanensis là một loài thực vật có hoa trong họ Thiến thảo. Loài này được H.L.Li miêu tả khoa học đầu tiên năm 1944.